# 이토 적분
확률 과정 이론에서, 이토 적분([伊藤]積分, 영어: Itō integral)은 어떤 확률 과정의 다른 확률 과정(보통 위너 확률 과정)에 대한 적분 연산이다. 금융공학에서 블랙-숄즈 방정식과 같은 주요한 이론을 이끌어내는 도구로 쓰인다.

## 정의
위너 확률 과정에 대한 이토 적분은 다음과 같다. (보다 일반적으로 준마팅게일에 대하여 이토 적분을 정의할 수 있다.)

### 평균 제곱 적분 가능 확률 과정의 바나흐 공간
확률 공간 {\displaystyle \Omega } 위의 확률 과정
{\displaystyle (X_{t}\colon \Omega \to \mathbb {R} )_{t\in [a,b]}}
을 생각하자. 만약
{\displaystyle \mathbb {E} \left(\int _{a}^{b}X_{t}^{2}\,\mathrm {d} t\right)<\infty }
라면, {\displaystyle X}를 평균 제곱 적분 가능 확률 과정(平均제곱積分可能確率過程, 영어: mean-square-integrable stochastic process)이라고 한다. {\displaystyle \Omega \times [a,b]\to \mathbb {R} } 평균 제곱 적분 확률 과정들의 공간을
{\displaystyle {\mathcal {S}}^{2}(\Omega ,[a,b])}
로 표기하자. 이 위에는 자연스러운 반노름
{\displaystyle \|X\|_{{\mathcal {S}}^{2}}=\mathbb {E} \left(\int _{a}^{b}X_{t}^{2}\,\mathrm {d} t\right)}
이 존재한다. 이 반노름이 0인 확률 과정들(거의 어디서나 값이 0인 것들)의 부분 공간
{\displaystyle {\mathcal {N}}\subseteq {\mathcal {S}}^{2}(\Omega ,[a,b])}
에 대한 몫공간
{\displaystyle \operatorname {S} ^{2}(\Omega ,[a,b])={\frac {{\mathcal {S}}^{2}(\Omega ,[a,b])}{\mathcal {N}}}}
은 노름 공간이며, 사실 바나흐 공간을 이룬다.

### 기초 확률 과정
확률 공간 {\displaystyle (\Omega ,{\mathcal {F}}_{\infty },\Pr )} 위의 (표준) 위너 확률 과정 {\displaystyle (W_{t}\colon \Omega \to \mathbb {R} )_{t\in [a,b]}}이 주어졌다고 하자. {\displaystyle (\Omega ,{\mathcal {F}}_{t})_{t\in [a,b]}}가 {\displaystyle W_{t}}의 자연 여과 확률 공간의 오른쪽 연속 완비화라고 하자.
{\displaystyle {\mathcal {B}}([0,t])\subseteq \operatorname {Pow} ([0,t])}가 {\displaystyle [0,t]}의 보렐 집합들의 시그마 대수라고 하자.
다음이 주어졌다고 하자.
- 모든 {\displaystyle {\mathcal {F}}_{t}}들과 독립인 시그마 대수 {\displaystyle {\mathcal {G}}\subseteq {\mathcal {F}}_{\infty }}
- 유한 증가 실수열 {\displaystyle a=t_{0}\leq t_{1}\leq t_{2}\dotsc \leq \dotsb \leq t_{N}=b}

그렇다면, 여과 확률 공간
{\displaystyle (\Omega ,\sigma ({\mathcal {F}}_{t}\cup {\mathcal {G}}),\Pr )_{t\in [a,b]}}
을 정의할 수 있다. (여기서 {\displaystyle \sigma (-)}는 주어진 집합족으로 생성되는 시그마 대수를 뜻한다.) 다시 말해, 이 여과 확률 공간은 ‘위너 확률 과정으로 알려진 정보’ + ‘시간에 의존하지 않는 추가 정보’를 나타낸다.
{\displaystyle (\Omega ,\sigma ({\mathcal {F}}_{t}\cup {\mathcal {G}}),\Pr )} 위의 순응 확률 과정
{\displaystyle (X_{t}\colon \Omega \to \mathbb {R} )_{t\in [a,b]}}
이 다음 조건들을 모두 만족시킨다면, {\displaystyle (W,{\mathcal {G}},(t_{i})_{i=0}^{N})}-기초 확률 과정(基礎確率過程, 영어: elementary stochastic process)이라고 한다.
- 임의의 {\displaystyle t\in [a,b]}에 대하여, {\displaystyle (X\upharpoonright [0,t]\times \Omega )\colon [0,t]\times \Omega \to \mathbb {R} }는 시그마 대수 {\displaystyle {\mathcal {B}}([0,t])\times {\mathcal {F}}_{t}}에 대한 가측 함수이다.
- {\displaystyle \forall i\in \{0,\dotsc ,N-1\}\forall t\in [t_{i},t_{i+1})\colon X_{t}=X_{t_{i}}}이다.

{\displaystyle (W,{\mathcal {G}},(t_{i})_{i=0}^{N})}-기초 확률 과정 {\displaystyle (X_{t}\colon \Omega \to \mathbb {R} )_{t\in [a,b]}}의 이토 적분은 다음과 같은 확률 변수이다.
{\displaystyle \int _{a}^{b}X_{t}\,\mathrm {d} W_{t}=\sum _{i=0}^{N-1}X_{t_{i}}(W_{t_{i+1}}-W_{t_{i}})}
임의의 위너 확률 과정 {\displaystyle W}에 대하여, 그 위의 (모든 {\displaystyle {\mathcal {G}}} 및 {\displaystyle (t_{i})_{i=0}^{N}}에 대한) 기초 확률 과정들의 부분 벡터 공간은 바나흐 공간 {\displaystyle \operatorname {S} ^{2}(\Omega ,[a,b])} 속의 조밀 집합을 이룬다. 즉, 모든 평균 제곱 적분 확률 과정은 {\displaystyle \operatorname {S} ^{2}}-노름에 대하여 수렴하는 기초 확률 과정들의 열로 근사될 수 있다.

### 이토 적분
임의의 평균 제곱 적분 가능 확률 과정
{\displaystyle X\in {\mathcal {S}}^{2}(\Omega ,[a,b])}
이 주어졌다고 하자. 그렇다면, {\displaystyle X}로 ({\displaystyle \operatorname {S} ^{2}}-노름에 대하여) 수렴하는 기초 확률 과정들의 열 {\displaystyle Y^{(1)},Y^{(2)},\dotsc }을 항상 고를 수 있다. 그렇다면, 확률 변수들의 열
{\displaystyle \int _{a}^{b}Y_{t}^{(i)}\,\mathrm {d} W_{t}\colon \Omega \to \mathbb {R} }
을 정의할 수 있다. 이는 르베그 공간 {\displaystyle \operatorname {L} ^{2}(\Omega ,\mathbb {R} )}의 원소이며, 항상 ({\displaystyle \operatorname {L} ^{2}}-노름에 대한) 극한을 갖는다. {\displaystyle (X_{t}\colon \Omega \to \mathbb {R} )_{t\in [a,b]}}의 이토 적분
{\displaystyle \int _{a}^{b}X_{t}\,\mathrm {d} W_{t}\in \operatorname {L} ^{2}(\Omega ,\mathbb {R} )}
은 {\displaystyle \textstyle \int _{a}^{b}Y_{t}^{(i)}\,\mathrm {d} W_{t}}들의 ({\displaystyle \operatorname {L} ^{2}}-노름) 극한이다.
{\displaystyle \lim _{i\to \infty }^{\operatorname {L} ^{2}}\int _{a}^{b}Y_{t}^{(i)}\,\mathrm {d} W_{t}=\int _{a}^{b}X_{t}\,\mathrm {d} W_{t}\in \operatorname {L} ^{2}(\Omega ,\mathbb {R} )}
이는 사용한 {\displaystyle Y^{(i)}}에 의존하지 않음을 보일 수 있다.

## 역사
독일의 수학자 볼프강 되블린(독일어: Wolfgang Döblin)이 1940년에 이미 이와 유사한 이론을 유도하였으나, 출판하지 못했다. 유대인이었던 되블린은 나치 독일을 피해 프랑스로 피난하였다가, 프랑스가 점령되자 1940년 자살하였다. 이후 되블린의 업적은 2000년에 와서야 재발견되었다.
되블린과 독자적으로, 일본의 수학자 이토 기요시가 이토 적분의 이론을 1944년에 출판하였다.

## 같이 보기
- 확률미적분학
- 이토의 보조정리
- 준마팅게일
- 위너 확률 과정